# Sjarel Branckaerts
Vous pouvez aider à l'améliorer ou bien discuter des problèmes sur sa page de discussion.
- Il ne cite pas suffisamment ses sources. Vous pouvez indiquer les passages à sourcer avec {{référence nécessaire}} ou {{Référence souhaitée}}, et inclure les références utiles en les liant aux notes de bas de page. (Marqué depuis avril 2024)
- Certaines informations devraient être mieux reliées aux sources mentionnées dans la bibliographie ou les liens externes. Améliorez sa vérifiabilité en les associant par des références. (Marqué depuis avril 2024)

- Archive Wikiwix
- Bing
- Cairn
- DuckDuckGo
- E. Universalis
- Gallica
- Google
- G. Books
- G. News
- G. Scholar
- Persée
- Qwant
- (zh) Baidu
- (ru) Yandex
- (wd) trouver des œuvres sur Wikidata

Sjarel Branckaerts, né le 11 septembre 1947 à Turnhout et mort le 10 juin 2007 à Bruxelles est un acteur belge principalement connu pour avoir joué le rôle du Commissaire Migraine dans la série télévisée Mega Mindy.

## Biographie
Sjarel Branckaerts naît le 11 septembre 1947 à Turnhout.
Il a joué des rôles invités dans W817 (Père Zoë), Secret Army (sergent de char), De princes van Brugge (Brozen Bronders), Slisse & Cesar (Constant), Merlina (Kneuder), Samson en Gert (Bourgmestre Paaltjes en 2002 et 2004), Lili et Marleen (médecin), Thuis (Robert Vercammen), Windkracht 10 (vieux pêcheur), 2 Rues plus loin, Alexander (W. Bertels), Café Majestic (ouvrier), Recht op Recht (John Verhulst et voisin en 2002), Croquettes, cash registre 4 (agent),Sedes & Belli (entraîneur de boxe Ronny Bernaert), Aspe (Bourgmestre Patrick Moens), De Kavijaks (café à Ostende), Hello Belgium! (Jef), Zone Stad (homme ivre en établissement), Verschoten & Zoon (président du district commercial en 2003, agent en 2005), Spoed (Roger Meganck en 2001, pilote Geert Staelens en 2005), Rupel (Georges Haack), Flikken (Patrick Lippens en 2000, Gilbert Van Luchene en 2003 et 2007), Kaat & co (René Segers), De Kotmadam (chauffagiste en 1993, tatoueur Boris en 1996, Robert en 2003, M. Fernand en 2004, M. Gerard Willems en 2004, M. Marcel en 2007), Katarakt (directeur de l'école Vleminckx), Sara (Boss Roger), Witse (Walter Adriaensen), Wittekerke (De Putter), Bourgmestre Edgar en 2003, Bourgmestre Dennenboom en 1993 et monsieur qui veut construire un hôtel en 2001) et Big & Betsy (commissaire en chef).
Il a joué deux rôles d'invité dans F.C. De Kampioenen, un en 1998 en tant qu'André Van Roost et un en 2005 en tant que client d'un salon funéraire. Il a joué un rôle marquant dans Alfa Papa Tango en tant que caporal Albert Goossens. Jusqu'en 2000, il était membre de la compagnie de la Koninklijke Vlaamse Schouwburg.
Sjarel Branckaerts décède d'un infarctus à 59 ans au moment où il se rendait aux élections législatives belges.

## Filmographie
(septembre 2023).
- 1967 : De zoemende muzikant
- 1969 : Wij, Heren van Zichem : Cyriel
- 1970 : Nand in eigen land
- 1971 : Een vriendje voor Felicity : Alan Berry
- 1971 : Keromar
- 1972 : De vierde man
- 1972 : Trijntje Cornelis : Claes
- 1973 : Werken met mensen
- 1973 : Een mens van goede wil : Aftroever
- 1974 : Magister Maesius : Lodder
- 1974 : De neus van Cleopatra : Streicher
- 1974 : Baas Gansendonck : Lakei
- 1976 : De torenkraan
- 1976 : De danstent : Blazer
- 1977 : Slisse & Cesar : Constant 1 : aflevering: aflevering 9
- 1977 : Zaterdag, zondag, maandag : Michele
- 1977 : In perfecte staat : Garagist
- 1977 : Le mur italien
- 1977 : Geloof, hoop en liefde : Politieagent
- 1977 : Centraal station : Conducteur : aflevering: De vandaal
- 1977 : Centraal station : Gijs : aflevering : Twee vliegen in één klap
- 1978 : Het huwelijksfeest : Bonky Harris
- 1978 : Dirk van Haveskerke
- 1978 : Het testament : Guido
- 1978 : In alle stilte : Dronkaard
- 1978 : Er was eens in december : Televisiefilm
- 1978 : Secret Army : Korporaal : aflevering: Russian Roulette
- 1979 : De onweersvogel : Marktkramer
- 1979 : Het huis aan de Sint-Aldegondiskaai
- 1979 : Secret Army : Tank Sergeant : 2 afleveringen: Bridgehead en Days of Judgement
- 1979 : Place Saint Catherine
- 1979 : Filumena : Michele
- 1979 : De Paradijsvogels : Clement Lambrecht
- 1982 : Maria Danneels (of het leven dat we droomden) : Personeelschef
- 2006 : Mega Mindy : Commissaire Camille Migraine